# Que suenen los tambores
Que Suenen Los Tambores es el décimo sexto álbum de estudio del cantante y compositor puertorriqueño Víctor Manuelle, lanzado el 21 de abril de 2015. En esta nueva producción se destacan los éxitos “Que Suenen Los Tambores” de autoría del compositor cubano Osmany Espinosa e interpretada en el 2013 por Laritza Bacallao siendo un hit en Cuba, y “Agua Bendita” al igual que la balada dedicada a su padre “Algo Le Pasa a Mi Héroe”. El sencillo del mismo título fue presentado en octubre de 2014 y se ha ganado un lugar en las listas Top Latin Songs - Tropical Estados Unidos de Monitor Latino donde se ha mantenido por 19 semanas, abriendo paso a un merecido éxito.

## Lista de canciones
| Que Suenen los Tambores |                                               |                                        |          |  |
| N.º                     | Título                                        | Escritor(es)                           | Duración |  |
| 1.                      | «Agua Bendita»                                | Víctor M. Ruíz / Andrés Castro         | 4:00     |  |
| 2.                      | «No Quería Engañarte»                         | Wilfran Castillo                       | 4:32     |  |
| 3.                      | «Sal a Bailar»                                | Juan José Hernández / Víctor M. Ruíz   | 4:05     |  |
| 4.                      | «La Foto Que Faltó»                           | Víctor M. Ruíz / Jorge Luis Piloto     | 4:10     |  |
| 5.                      | «Si Tú Te Dejas Querer»                       | José "Gocho" Torres                    | 4:01     |  |
| 6.                      | «Cuando Ya No Me Acuerde De Ti»               | Erika Ender / Daniel Santacruz         | 3:57     |  |
| 7.                      | «Pecado Perfecto»                             | Daniel Santacruz / Juan José Hernández | 4:08     |  |
| 8.                      | «Isabela»                                     | Juan Pablo Díaz                        | 4:49     |  |
| 9.                      | «La Vida Perfecta»                            | Wilfran Castillo                       | 3:35     |  |
| 10.                     | «Porque Te Llaman Amor»                       | Daniel Santacruz / Víctor M. Ruíz      | 4:36     |  |
| 11.                     | «Que Suenen los Tambores [Pa'l Mundo]»        | Osmany Ernesto Espinosa Morales        | 3:49     |  |
| 12.                     | «Algo le Pasa a Mi Héroe [Canción a Mi Papá]» | Víctor M. Ruíz                         | 4:38     |  |
| 13.                     | «Que Suenen los Tambores»                     | Osmany Ernesto Espinosa Morales        | 4:15     |  |
| 54:37                   |                                               |                                        |          |  |

| Bonus Tracks |                                                                 |                                |          |  |
| N.º          | Título                                                          | Escritor(es)                   | Duración |  |
| 14.          | «Agua Bendita [Versión Pop]»                                    | Víctor M. Ruíz / Andrés Castro | 3:25     |  |
| 15.          | «No Quería Engañarte [Versión Balada Pop] (feat. Raquel Sofia)» | Wilfran Castillo               | 4:14     |  |

## Videoclips
- Que Suenen Los Tambores
- Algo Le Pasa a Mi Héroe
- Agua Bendita[5]
- No Quería Engañarte